# Котэцу
Котэцу (яп. 甲鉄, буквально «Броненосец»), позже переименован в Адзума (東 , «Восток») — первый броненосец Императорского флота Японии. Построенный в Бордо, Франция в 1864 году для военно-морских сил Конфедеративных Штатов Америки, под именем CSS Stonewall, позже был передан правительством США в феврале 1869 Японии. Корабль сыграл решающую роль в военно-морской битве в заливе Хакодате в мае 1869 года, которая ознаменовала конец войны Босин и с объединением страны начала эпохи реставрации Мэйдзи.
Однотипный с ним корабль «Хеопс» был продан Прусскому флоту, став «Принцем Адальбертом».

## История

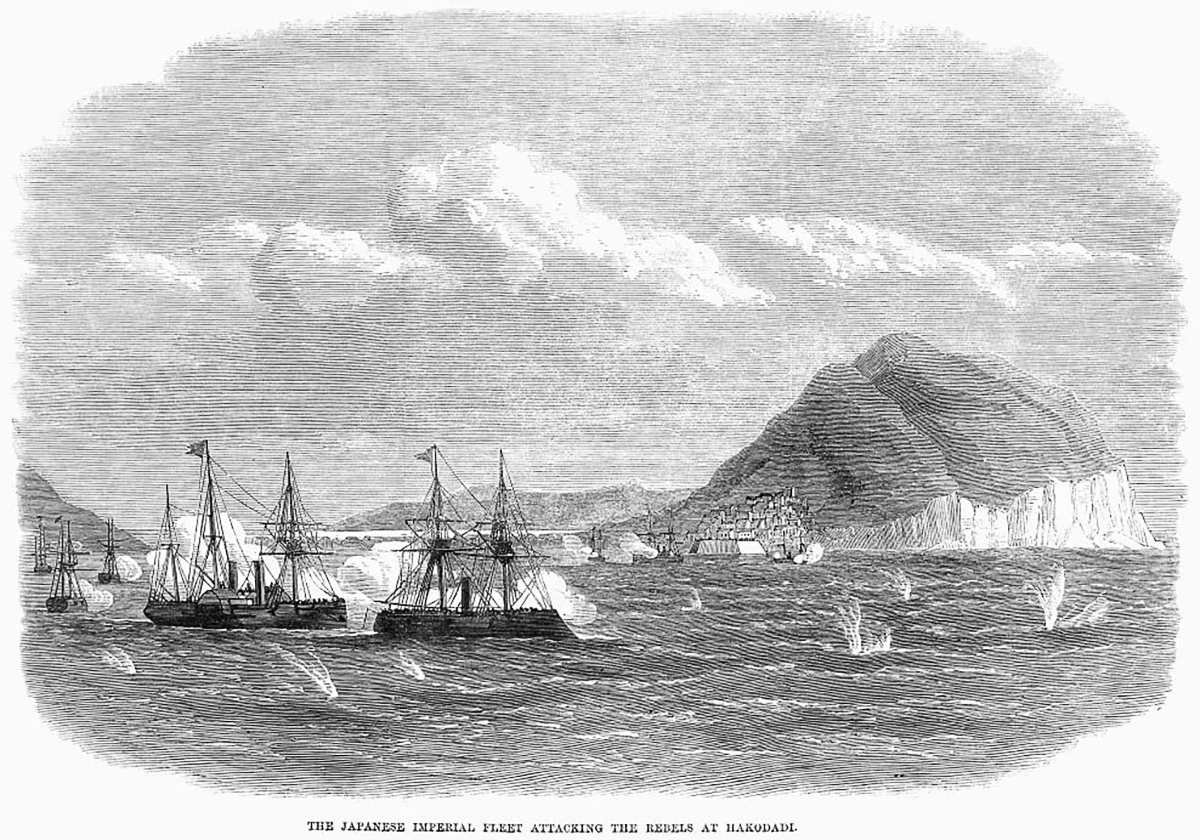
Морская битва в бухте Хакодатэ, май 1869 года. На переднем плане — военные корабли Касуга и Котэцу Японского Императорского Флота.

Постройка корабля под названием Sphinx началась в 1863 году на французской верфи «Л. Арман и братья». Официально считалось, что он строится для Египта. Корабль железный набор и деревянную обшивку. Броня имела толщину от 89 до 120 мм, палубного бронирования не было. Носовая часть имела сильно выступавшее вперед таранное образование. Первоначально корабль получил парусное вооружение брига, также имелось две паровые машины. Вооружение размещалось в двух казематах.
Под давлением властей США в феврале 1864 года официально продажу броненосца Конфедерации, после чего корабль был продан Дании. В ноябре 1864 года он прибыл в Данию, но в январе 1865 года на его борт прибыла команда флота Конфедерации. Корабль официально переименовали в Stonewall (в честь генерала Джексона «Каменной Стены»). 6 мая 1865 года броненосец достиг Нассау на Багамских островах. Однако к этому моменту Конфедерация уже практически проиграла гражданскую войну, поэтому 13 мая 1865 года корабль прибыл в Гавану, где командир продал его испанским властям Кубы.
Правительство США выкупило броненосец, и он отправлен в док Вашингтонской военной верфи, где простоял два года.
В 1867 году его пожелало приобрести правительство японского сёгуната Токугава. 24 апреля 1868 года броненосец с американской командой прибыл в Иокогаму и был переименован в «Котэцу». Однако в связи с началом гражданской войны Босин американцы вновь подняли на броненосце свой флаг и заявили, что не будут передавать корабль ни одной из сторон до окончания конфликта. Лишь в феврале 1869 года «Котецу» был передан победившему правительству императора Мэйдзи, после чего немедленно возглавил флот, направленный к острову Хоккайдо, куда отступили сторонники сёгуната. В конце апреля 1869 года императорский флот начал обстрел береговых укреплений острова, а в мае 1869 года броненосец участвовал в бою с флотом Республики Эдзо, которую провозгласил командующий флотом сёгуната Эномото Такэаки. После этого республика Эдзо пала, гражданская война в Японии завершилась.
7 декабря 1872 года «Котэцу» был переименован в «Адзума». В феврале 1874 года броненосец участвовал в подавлении самурайского восстания в префектуре Сага на острове Кюсю, а в мае-июне того же года он участвовал в карательной экспедиции против аборигенов на Тайване. 19 августа 1874 года во время тайфуна броненосец был выброшен на мель в Кагосиме, после чего прошёл ремонт. В 1877 году, во время Сацумского восстания самураев на Кюсю, броненосец был отправлен для дозорной службы во Внутреннее море.
В 1880-х годах корабль был перевооружён: с него сняли устаревшие дульнозарядные пушки и разместили на верхней палубе четыре новых 96-мм казнозарядных орудия с броневыми щитами.
28 января 1888 года устаревший броненосец был выведен из боевого состава японского флота, но ещё некоторое время служил в качестве блокшива.

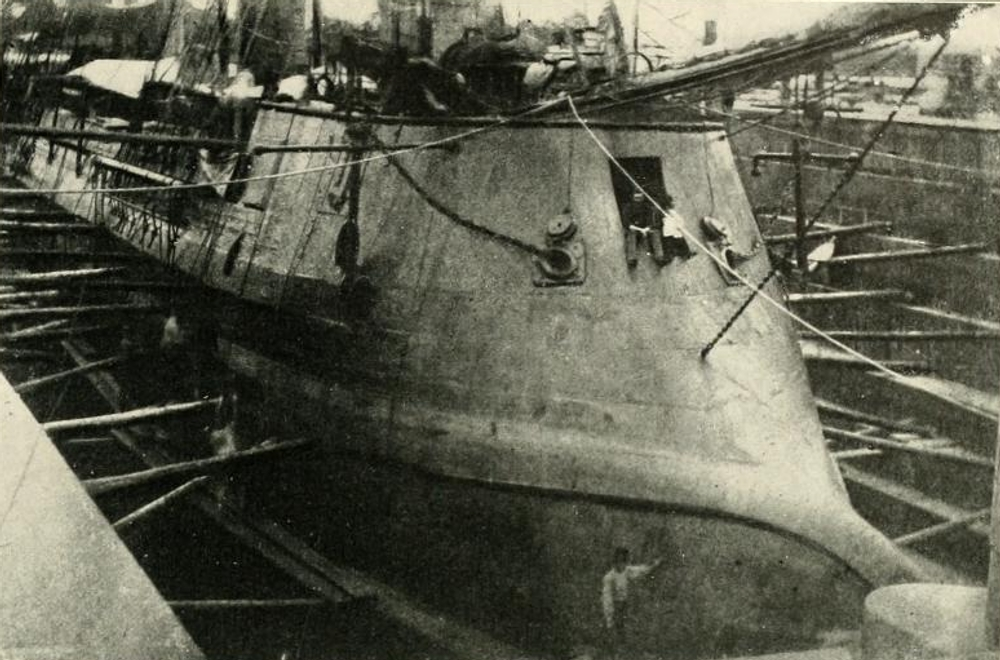
Вид на носовую часть
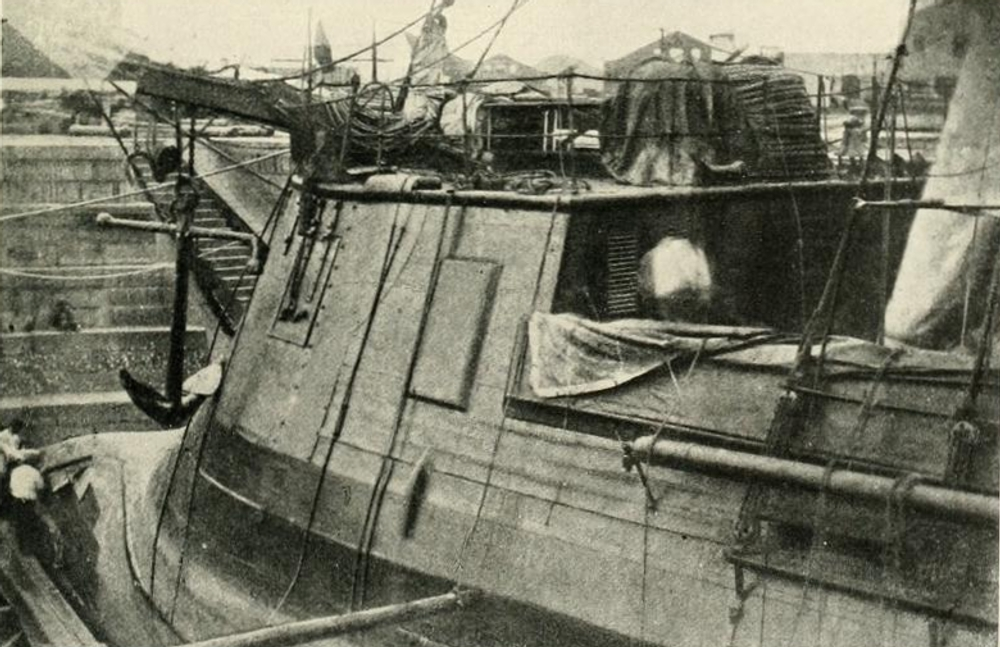
Носовая часть
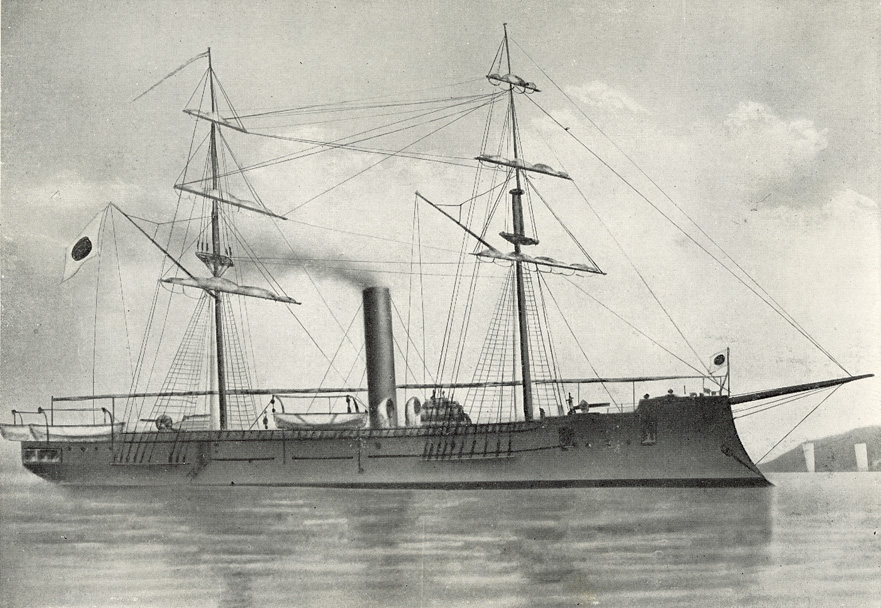
Под японским флагом
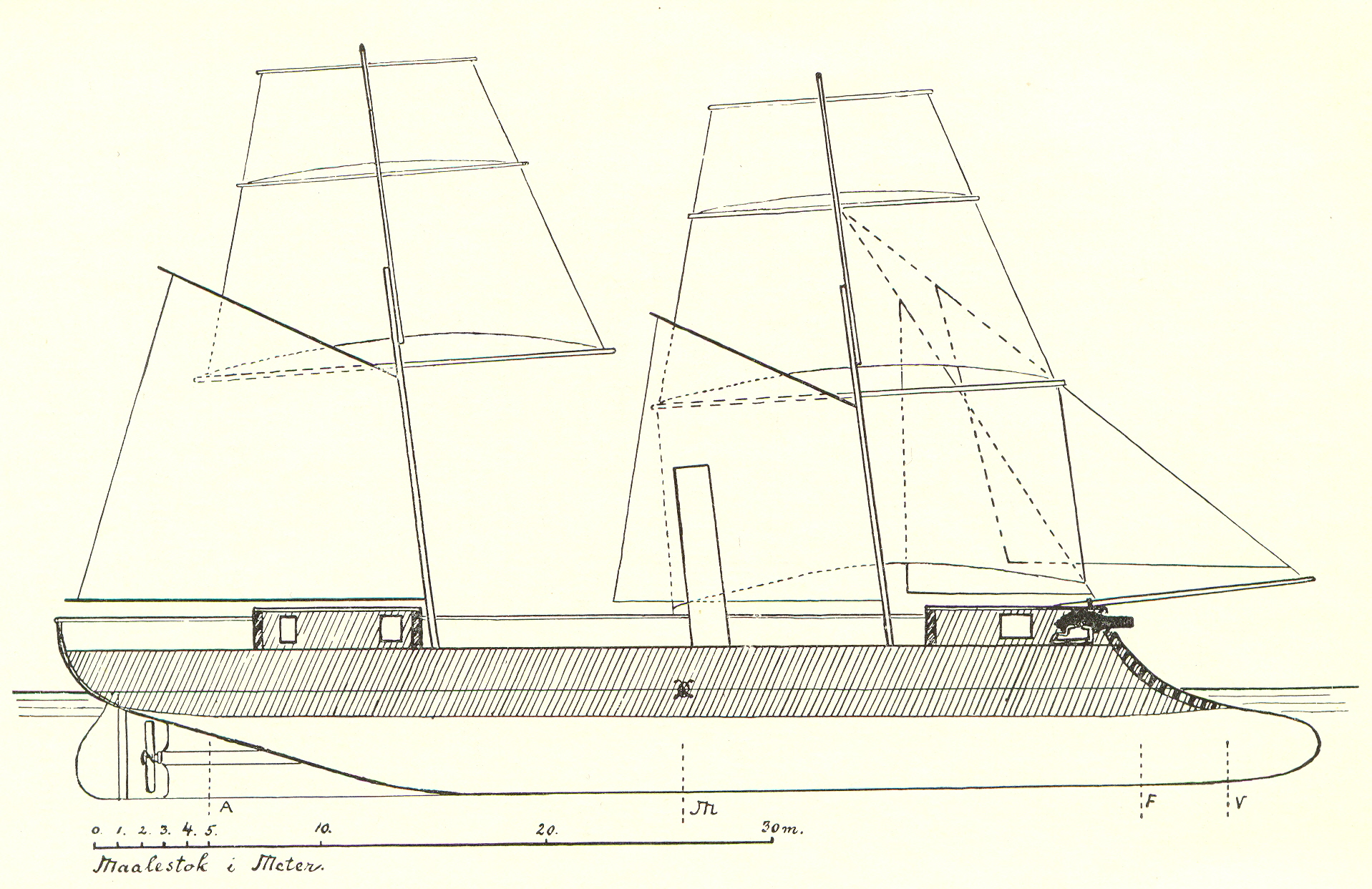
Боковая проекция
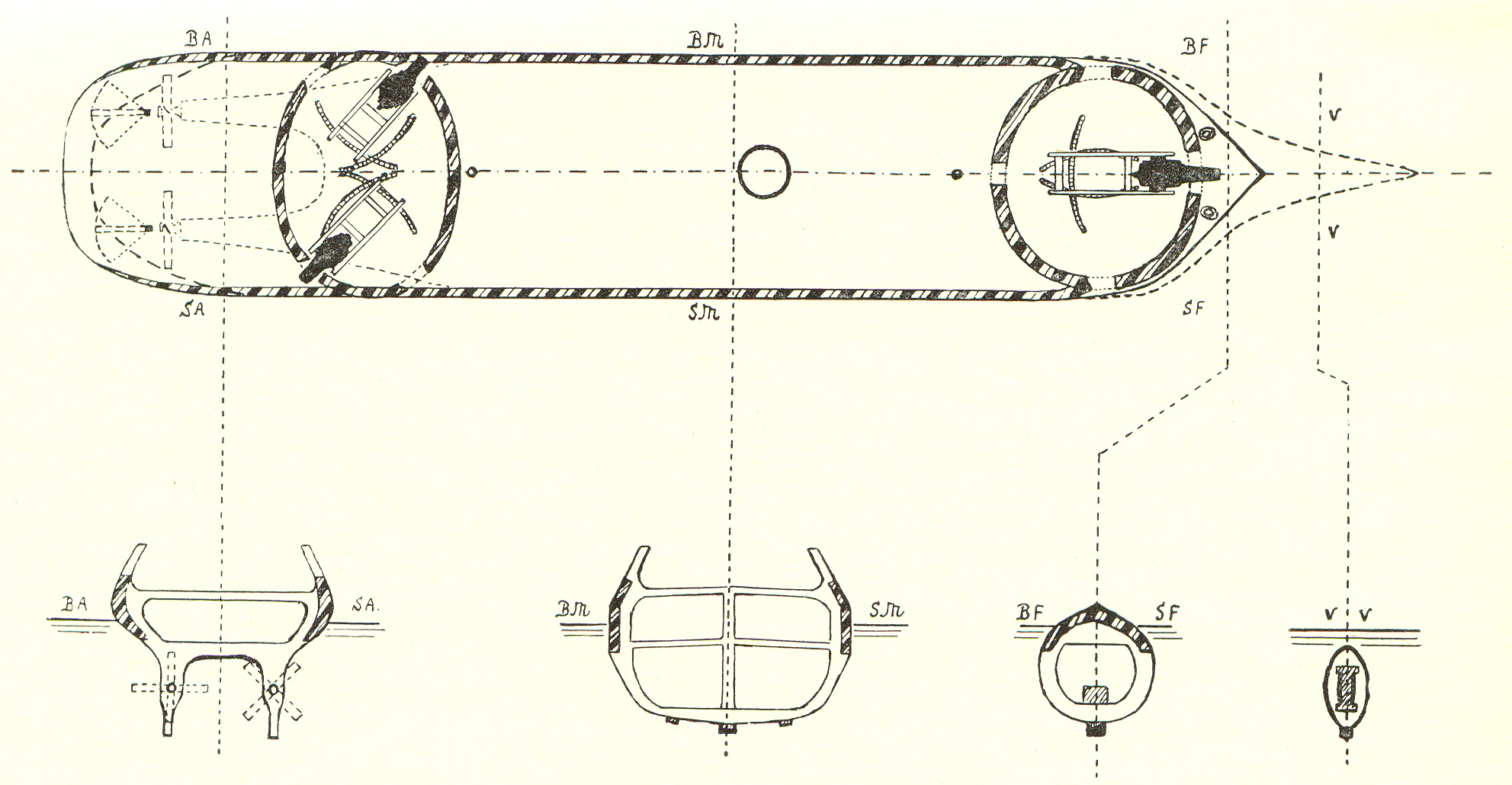
Верхняя проекция